# Lecanora caesiosora
Lecanora caesiosora är en lavart som beskrevs av Poelt. Lecanora caesiosora ingår i släktet Lecanora och familjen Lecanoraceae.  Arten är reproducerande i Sverige. Inga underarter finns listade i Catalogue of Life.